# Гаетан Шарбонньє
Гаетан Шарбонньє (фр. Gaëtan Charbonnier, нар. 27 грудня 1988, Сен-Манде) — французький футболіст, нападник клубу «Сент-Етьєн».

## Ігрова кар'єра
У дорослому футболі дебютував 2007 року виступами за «Шательро», в якій провів один сезон, взявши участь у 29 матчах аматорського чемпіонату Франції. Більшість часу, проведеного у складі команди, був основним гравцем атакувальної ланки команди і одним з головних бомбардирів команди, маючи середню результативність на рівні 0,41 голу за гру першості.
Протягом сезону 2008/09 виступав за «Парі Сен-Жермен-2» у тому ж дивізіоні. Крім того кілька разів потрапляв у заявку на матчі першої команди «Парі Сен-Жермен», але жодного матчу так і не зіграв.
Своєю грою за останню команду привернув увагу представників тренерського штабу клубу Діги 2 «Анже», до складу якого приєднався влітку 2009 року. Дебютував у команді 7 серпня 2009 року в матчі Ліги 2 проти «Діжона». На 70-й хвилині зустрічі форвард замінив Юссефа Аднана. 4 грудня 2009 року Шарбонньє забив перший гол за «Анже», реалізувавши пенальті у матчі проти «Лаваля». Всього відіграв за команду з Анже три сезони своєї ігрової кар'єри. Граючи у складі «Анже» також здебільшого виходив на поле в основному складі команди.
Влітку 2012 року уклав чотирирічний контракт з клубом «Монпельє», у складі якого вперше зіграв у Лізі 1. Це сталось 26 серпня 2012 року в матчі проти «Марселя», замінивши у другому таймі Емануеля Ерреру. В тому ж сезоні Гаетан дебютував і у єврокубках, зігравши три матчі у груповому етапі Ліги чемпіонів і навіть забив один гол у ворота грецького «Олімпіакоса». Всього за сезон в «Монпельє» форвард забив 6 голів в 34 зіграних матчах в усіх турнірах.
Влітку 2013 року перейшов в «Реймс» і дебютував за команду 10 серпня 2013 року в матчі Ліги 1 проти «Ренна», замінивши на 72-й хвилині зустрічі Гаетана Курте. За чотири роки відіграв за команду з Реймса 103 матчі в національному чемпіонаті: 85 у перших трьох сезонах у Лізі 1 та 18 в сезоні 2016/17, в якому команда грала в Лізі 2.
13 липня 2017 підписав угоду з одним з лідерів Ліги 2 «Брестом». У першому сезоні клуб програв плей-оф за підвищення в класі, а в сезоні 2018/19 «Брест» виборов пряму путівку до Ліги 1, а сам Шарбонньє зіграв у цьому вирішальну роль, ставши найкращим бомбардиром Ліги 2.
У грудні 2022 року підписав контракт до кінця сезону з іншим клубом Ліги 2 — «Сент-Етьєном».